# The Perishers
The Perishers är en indierockgrupp i Umeå i Sverige, bildad 1997. De har hittills släppt tre album, debuten From Nothing to One som kom 2002 och uppföljaren Let There Be Morning som släpptes 2003. Nästa album att släppas var Victorious som kom 2007. Idag är Ola Klüft bosatt i Vancouver. Pehr Åström, Thomas Hedlund och Martin Gustafsson bor kvar i Umeå.
Bandets musik beskrivs som lågmäld, melodibaserad pop, där sångaren Ola Klüfts stämma står i centrum. Live levererar bandet ett något rockigare sound, där större utrymme ges åt trummor och elgitarr.

## Historik
Någon gång på hösten 1997, när medlemmarna gick på gymnasiet, bestämde sig medlemmarna, som fortfarande är samma uppsättning, för att börja repa ihop. Ett av bandets första uppträdanden var på Dragonskolans luciavaka.
Under 2005 inleddes en kampanj för att lansera the Perishers i Nordamerika, då bandet bland annat turnerade i USA och Kanada med den kanadensiska sångerskan Sarah McLachlan och följande år med det brittiska bandet Aqualung. 
Flera av bandets låtar har figurerat i populära amerikanska TV-serier de senaste åren. "Trouble Sleeping" har exempelvis spelats i OC och "Sway" återfinns på soundtracket till serien Veronica Mars, den har även varit med i One Tree Hill tillsammans med "My Heart" och "Pills". Bandets musik har även hörts i svensk TV, bland annat har låten "My Heart" också använts i organisationen Friends reklam mot mobbning. I januari 2008 kunde man höra ännu en låt, "Let There Be Morning", från skivan med samma namn, i science-fiction serien Kyle XY, låtarna "My Heart", och "Trouble Sleeping" har även hörts i serien. Låten "Get Well Soon" har hörts i serien Grey's Anatomy, sången "Victorious" från albumet med samma namn kan höras i andra avsnittet av serien Eli Stone. I den nya versionen av tv-serien "V" ser man en The Perishers-poster (S01E03).

## Medlemmar
- Ola Klüft - sång, gitarr
- Martin Gustafsson - sång, klaviatur
- Thomas Hedlund - trummor
- Pehr Åström - bas

## Diskografi
Studioalbum
- 2002 - From Nothing to One
- 2003 - Let There Be Morning
- 2007 - Victorious

Singlar och EP
- "Sway" (2005)
- "The Night"
- "My Home Town"
- "When I Wake Up Tomorrow"
- "In the Blink of an Eye"
- "Let There Be Morning" (2005)
- "Pills"
- "Trouble Sleeping"
- "Carefree"
- "The Night"
- "Victorious"
- "Come Out of the Shade"
- "My heart" ifrån albumet Let There Be Morning

Livealbum
- 2005 - Live

## Övrigt
- Namnet The Perishers hittade bandet i en gammal seriestrip från 1950-talet som handlade om några buspojkar.

| ”                                                      | Vi tyckte att det lät bra och att det passade ganska bra in på oss | „ |
| – Thomas Hedlund, Folkbladet i Norrköping, 20 februari |                                                                    |   |